# Богдановская волость (Олонецкая губерния)
Богдановская во́лость — волость в составе Каргопольского уезда Олонецкой губернии.

## Общие сведения
Волостное правление располагалось в селении Федова.
В состав волости входили сельские общества, включающие 64 деревни:
- Богдановское общество
- Красновское общество
- Сысовское общество
- Федовское общество

На 1890 год численность населения волости составляла 4867 человек.
На 1905 год численность населения волости составляла 5841 человек. В волости насчитывалось 952 лошади, 1340 коров и 1456 голов прочего скота.
В ходе реформы административно-территориального деления СССР в 1927 году волость была упразднена. 
В настоящее время территория Богдановской волости относится в основном к Плесецкому району Архангельской области.